# Yannick Nézet-Séguin

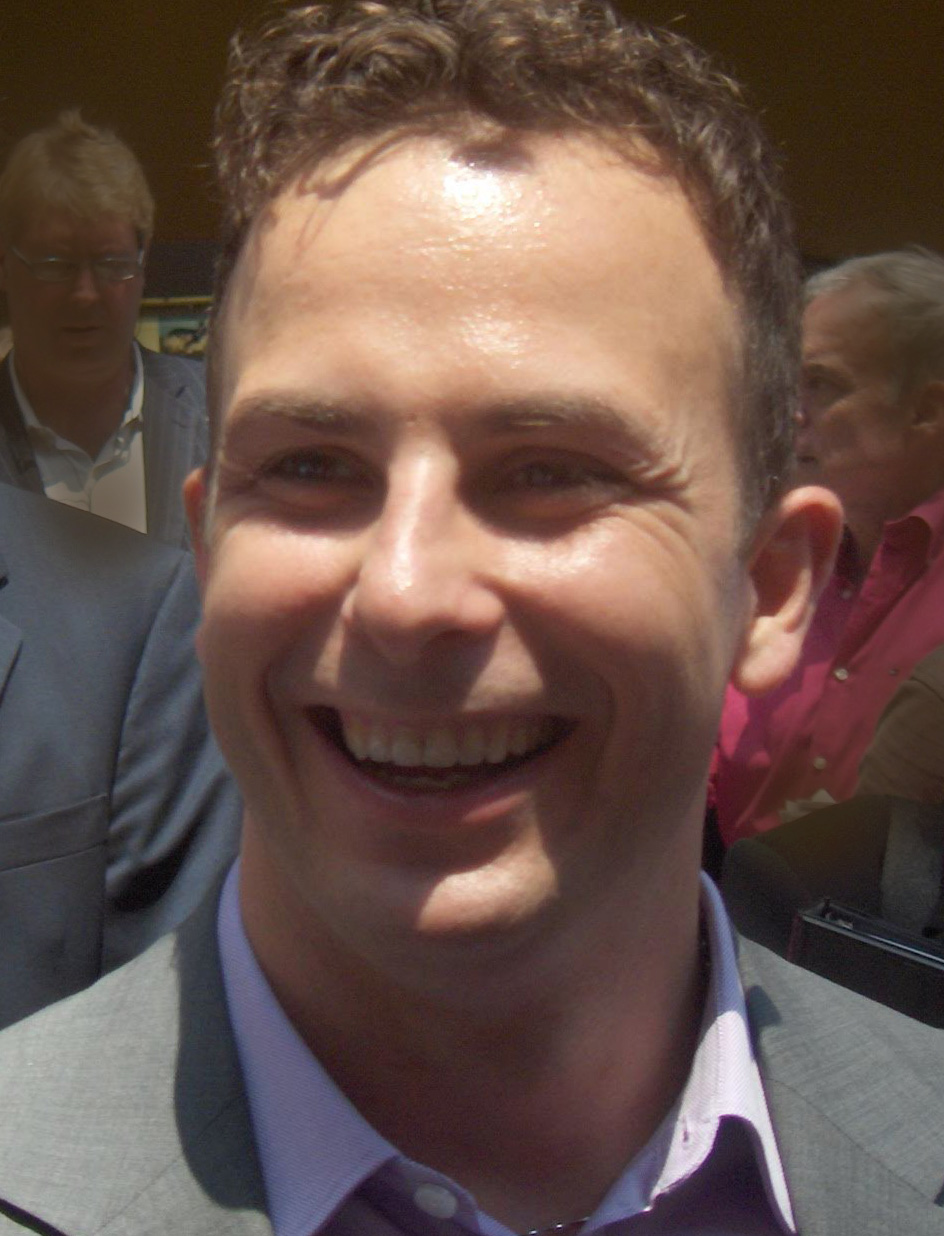
Yannick Nézet-Séguin (2010)

Yannick Nézet-Séguin (Montreal, 6 maart 1975) is een Canadees dirigent, die sinds 2008 de leiding had over het Rotterdams Philharmonisch Orkest (RPhO). Op 10 juni 2018 vond zijn afscheidsconcert plaats in de Rotterdamse De Doelen.

## Opleiding
Op vijfjarige leeftijd kreeg Nézet-Séguin zijn eerste pianolessen. Op zijn tiende jaar nam hij het besluit om dirigent te worden. Hij studeerde aan het conservatorium van Montreal piano, compositie, kamermuziek en orkestdirectie. Tegelijkertijd bekwaamde hij zich in koordirectie aan het Westminster Choir College in Princeton, New Jersey. In 1995 richtte Nézet-Séguin het ensemble La Chapelle de Montréal op. Hij schoolde zich verder bij een aantal beroemde dirigenten, onder wie Carlo Maria Giulini.

## Carrière
Het Orchestre Métropolitain du Grand Montréal benoemde Nézet-Séguin in april 2000 tot artistiek leider en chef-dirigent. Hij trad ook op als gastdirigent bij de Opéra de Montréal, waar hij tussen 1998 en 2002 koordirigent, assistent-dirigent en muzikaal adviseur was. Hij dirigeerde er producties als Monteverdi's L'incoronazione di Poppea, Mozarts Così fan tutte, Debussy's Pelléas et Mélisande en Puccini’s Turandot als opening van het seizoen 2004/2005. 
Eind 2004 maakte Nézet-Séguin zijn Europese debuut bij het Orchestre National du Capitole de Toulouse. Daarna dirigeerde hij onder meer het, het Koninklijk Filharmonisch Orkest van Stockholm en het Sydney Symphony Orchestra, waar hij inviel voor Lorin Maazel. De indruk die hij maakte tijdens dit eerste seizoen buiten Noord-Amerika blijkt wel uit het feit dat elk orkest hem onmiddellijk uitnodigde om terug te komen. 
In 2005 en 2006 keerde Nézet-Séguin terug naar Europa en debuteerde hij bij het Rotterdams Philharmonisch Orkest, Göteborgs Symfoniker, het City of Birmingham Symphony Orchestra en het Radio-Sinfonieorchester Stuttgart van de Südwestrundfunk. Daarnaast leidde hij operaproducties bij de Vancouver Opera en een volledig geënsceneerde uitvoering van Alban Bergs Wozzeck met het Orchestre Métropolitain du Grand Montréal. Bij de Canadian Opera of Toronto debuteerde hij met negen uitvoeringen van Gounods Faust. 
In juni 2008 werd hij voor vijf jaar chef-dirigent van het Rotterdams Philharmonisch Orkest. Verder dirigeerde hij het Orchestre National de France in Parijs en de Staatskapelle Dresden. Op 5 juni 2013 verlengde hij zijn contract in Rotterdam tot de zomer van 2018. Met het RPhO in de orkestbak heeft hij ook enkele opera's gedirigeerd bij De Nationale Opera in Amsterdam: Don Carlos van Verdi, Vĕc Makropulos van Janáček en Turandot van Puccini. Hij combineerde zijn werk in Rotterdam met contracten bij het Orchestre Métropolitain in Montreal (doorlopend tot 2020) en het Philadelphia Orchestra (sinds 2012).
In juni 2016 werd hij benoemd tot muzikaal directeur van de Metropolitan Opera in New York. Door zijn drukke werkzaamheden elders begint hij daar pas in het seizoen 2020-2021 en draagt hij tot die tijd de titel "music director designate". Eerder al verlengde hij zijn contract met het Philadelphia Orchestra tot 2022.
In 2024 won hij een Edison in de categorie Orkest voor zijn album met The Philadelphia Orchestra met werk van Florence Price en Willam L. Dawson.
Op 1 januari 2026 zal Nézet-Séguin het befaamde Weense Nieuwjaarsconcert van de Wiener Philharmoniker dirigeren in de Gouden Zaal van de Wiener Musikverein. 